# Les Nouvelles Aventures de Little Toot
Pour plus de détails, voir Fiche technique et Distribution.
Les Nouvelles Aventures de Little Toot (titre original : The New Adventures of Little Toot) est un film d'animation américain sorti en 1992.

## Fiche technique
- Titre français : Les Nouvelles Aventures de Little Toot
- Titre original : The New Adventures of Little Toot
- Réalisateur : Doug Parker
- Scénario :
- Musique originale :
- Image :
- Création des décors :
- Sociétés de production :
- Distribution :
- Pays :
- Langue :
- Format : couleur
- Son : Dolby
- Durée :

## Distribution
- Kathleen Barr : Echo le dauphin
- Garry Chalk : Captain Dogwood
- Gwyneth Harvey : Myra/Typhoon Tessie
- Samuel Vincent : Little Toot
- Alec Willows : Claws
- Michael Donovan : Salty the Pelican/Charlie
- Lelani Marrell : Tina
- James Sherry : Andy